# Les Planchettes
Les Planchettes ist eine politische Gemeinde des Kantons Neuenburg in der Schweiz.

## Geographie
Les Planchettes liegt auf 1063 m ü. M., fünf Kilometer westlich der ehemaligen Bezirkshauptstadt La Chaux-de-Fonds (Luftlinie). Das Bauerndorf erstreckt sich am Nordabhang des Pouillerel im Neuenburger Jura, rund 400 m über dem tief eingeschnittenen Tal des Doubs.
Die Fläche des 11,7 km² grossen Gemeindegebiets umfasst den Nordabhang des Pouillerel, der im oberen Teil verhältnismässig flach, im unteren Teil sehr steil und teilweise von Felsbändern durchzogen ist. Der höchste Punkt von Les Planchettes liegt mit 1276 m ü. M. auf dem Kamm des Pouillerel. Hier befinden sich ausgedehnte Jurahochweiden mit den typischen mächtigen Fichten, die entweder einzeln oder in Gruppen stehen. Die nördliche und westliche Gemeindegrenze, die zugleich die Landesgrenze der Schweiz ist, bildet der Doubs. Dieser ist westlich des Dorfes in einem klusartigen Tal mit markanten Felswänden (Creux de Moron) zum Lac de Moron aufgestaut, dessen östliche Hälfte noch auf dem Gemeindeboden liegt. Von der Gemeindefläche entfielen 1997 3 % auf Siedlungen, 58 % auf Wald und Gehölze, 37 % auf Landwirtschaft und etwas mehr als 2 % war unproduktives Land.
Zu Les Planchettes gehören der Weiler Le Dazenet, 920 m ü. M. auf einem Geländevorsprung über dem Doubstal, sowie weit verstreut über die Jurahöhen zahlreiche Einzelhöfe. Nachbargemeinden von Les Planchettes sind Le Locle und La Chaux-de-Fonds im Kanton Neuenburg sowie Villers-le-Lac und Grand’Combe-des-Bois im angrenzenden Frankreich.

Les Planchettes, Doubs Staumauer: Historisches Luftbild von Werner Friedli von 1955

## Bevölkerung
Mit 198 Einwohnern (Stand 31. Dezember 2023) gehört Les Planchettes zu den kleinen Gemeinden des Kantons Neuenburg. Von den Bewohnern sind 91,1 % französischsprachig, 7,1 % deutschsprachig und 0,9 % sprechen Niederländisch (Stand 2000).

## Politik
Die Stimmenanteile der Parteien anlässlich der Nationalratswahl 2015 betrugen: SVP 29,4 %, FDP 18,9 %, SP 18,2 %, PdA 15,9 %, GPS 10,8 %, Nouveau Parti Libéral 3,0 %, Liste du vote blanc 1,7 %, glp 1,4 %, CVP 0,7 %, BDP 0 %.

## Wirtschaft
Les Planchettes ist noch heute ein hauptsächlich durch die Landwirtschaft geprägtes Dorf, wobei Viehzucht und Milchwirtschaft überwiegen. Ausserhalb des primären Sektors gibt es einige Arbeitsplätze im lokalen Kleingewerbe und in zwei Elektrizitätswerken am Doubs. Einige Erwerbstätige sind auch Wegpendler und arbeiten im nahen La Chaux-de-Fonds.

## Verkehr
Die Gemeinde liegt weit abseits der grösseren Durchgangsstrassen. Die Hauptzufahrt erfolgt von La Chaux-de-Fonds. Durch einen Postautokurs, der von La Chaux-de-Fonds nach Les Planchettes und zeitweise bis Biaufond am Doubs verkehrt, ist das Dorf an das Netz des öffentlichen Verkehrs angebunden.

## Geschichte
Das Gebiet von Les Planchettes wurde erst nach dem 15. Jahrhundert von Siedlern aus dem Val de Ruz und dem Vallée des Ponts urbar gemacht. Die Bauernhöfe standen unter der Gerichtsbarkeit der Herrschaft Valangin, die 1592 endgültig an Neuenburg kam. Seit 1648 war Neuenburg Fürstentum und ab 1707 durch Personalunion mit dem Königreich Preussen verbunden. 1806 wurde das Gebiet an Napoleon I. abgetreten und kam 1815 im Zuge des Wiener Kongresses an die Schweizerische Eidgenossenschaft, wobei die Könige von Preussen bis zum Neuenburgerhandel 1857 auch Fürsten von Neuenburg blieben. Im Jahr 1812 schlossen sich die Siedlungen Le Grand-Quartier und Le Dazenet zur Gemeinde Les Planchettes zusammen.

## Sehenswürdigkeiten

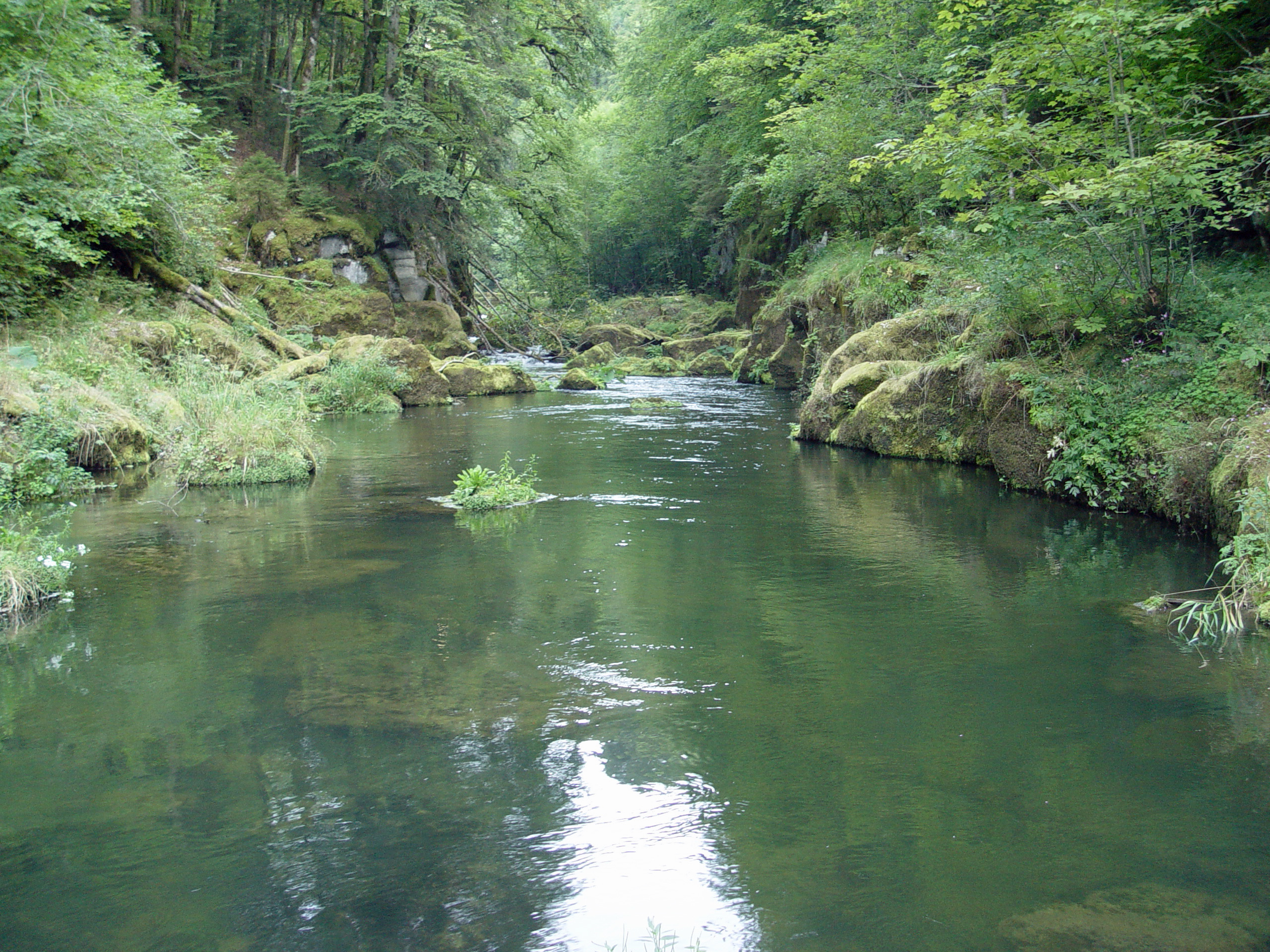
Der Doubs nördlich von Les Planchettes

Die Kirche von Les Planchettes wurde 1702 erbaut. Seither bildet das Gemeinwesen eine eigene Pfarrei.
Von Les Roches-de-Moron hat man einen Ausblick auf den Doubs mit der Staumauer Châtelot und den Lac de Moron.